# 삼향초등학교
삼향초등학교는 대한민국 전라남도 무안군 삼향읍 유교리에 있는 공립 초등학교다.

## 학교 연혁
- 1920년 10월 6일 삼향공립보통학교 개교
- 1938년 4월 1일 삼향공립심상소학교 개칭
- 1941년 4월 1일 삼향공립국민학교 개칭
- 1996년 3월 1일 삼향초등학교 개칭
- 2013년 9월 1일 제30대 김용화 교장 부임
- 2014년 2월 14일 제91회 졸업(졸업생 총 6,269명)
- 2014년 3월 3일 15학급 편성
- 2015년 3월 2일 15학급 편성
- 2016년 2월 18일 제93회 졸업(졸업생 총 6,379명)
- 2016년 3월 2일 15학급 편성
- 2017년 2월 10일 제94회 졸업식(졸업생 총 6,417명)
- 2017년 3월 2일 15학급 편성
- 2017년 9월 1일 제31대 김해운 교장 부임

## 학교 상징
- 교화 - 장미 : 아름다운 마음씨와 밝은 표정으로 사랑스럽게 자람
- 교목 - 향나무 : 어려움을 이기고 푸른 꿈을 가지며 무럭무럭 자라남
- 교색 - 녹색 : 건강한 생명력

## 참고 자료
- 삼향초등학교 - 한국교육학술정보원 학교알리미